# Vigilio Kirchner
Vigilio Kirchner (Trente, 1873 – ?, 1947) was een Italiaanse componist, dirigent, trombonist en mandolinespeler.

## Levensloop
Kirchner kreeg al vroeg tromboneles en werd op 14-jarige leeftijd trombonist in het stedelijke harmonieorkest van Trente. Vervolgens leerde hij ook de mandoline te bespelen. In 1896 emigreerde hij naar Zuid-Afrika en vestigde zich in de provincie Transvaal, waar hij als kunstschilder en decorateur werkzaam was. Na korte tijd werd hij dirigent van een mandolineorkest dat gevormd was door 23 musici met verschillende nationaliteiten en een mandolinekwintet.
In 1903 kwam hij terug naar Trente en richtte eveneens een mandolineorkest "Club Armonia" op en verzorgd al in het volgende jaar eerste optredens. Met dit mandolineorkest naam hij met succes deel aan wedstrijden in Como, Cremona en Bergamo. In 1913 breidt hij zijn activiteiten uit en richtte een fanfareorkest in Trente op. Voor deze fanfare bewerkte hij rond 100 klassieke werken, maar schreef tussen 1913 en 1939 ook verschillende eigen werken, vooral marsen en dansen.

## Composities

### Werken voor fanfareorkest
- 1913: - Al verde, wals
- 1913: - L'assalto alla baionetta, marcia
- 1913: - Major Freisinger Marsch
- 1913: - Marcia dei I bersaglieri
- 1913: - Nina mia, marcia
- 1913: - Santa Cecilia, marcia
- 1913: - Senza paura, marcia
- 1914: - Fioretta, mazurka
- 1914: - Ines, marcia
- 1914: - Irma, wals
- 1914: - Livia, polka
- 1918: - Marcia-inno del Club Armonia
- 1921: - Alba di pace, marcia
- 1921: - Baciando, marcia
- 1921: - Canzoni allegre, marcia
- 1921: - Dante Alighieri, marcia
- 1921: - Fra compari, marcia
- 1921: - Giulio Cesare, marcia
- 1921: - La capricciosa, marcia
- 1921: - Leonardo da Vinci, marcia
- 1922: - C.d.I., mazurka
- 1923: - Bambina mia, marcia
- 1923: - Na spinela, marcia

- 1923: - Salve!, marcia
- 1923: - Stella, marcia
- 1925: - Marcia Tesoro mio
- 1926: - Inno Lega nazionale
- 1926: - La violetta, marcia
- 1926: - Simona, marcia
- 1927: - Bamboletta naar motieven uit het duet uit de operette "Libellentanz" van Franz Lehár
- 1928: - Paraguai, one step
- 1931: - Alla staffa, marcia
- 1932: - Ariele, mazurka
- 1932: - Mio tesoro, wals
- 1936: - Marcia religiosa, processiemars
- 1937: - Ai monti, marcia
- 1937: - All'erta, marcia
- 1937: - Aurora, marcia
- 1937: - Beppina, marcia
- 1937: - En slita, wals
- 1937: - Fiori di primavera, wals
- 1937: - Gaia, marcia
- 1937: - La finferlina, polka
- 1937: - Porca miseria!, marcia - tekst: Luciano Molinari
- 1937: - Sulle Alpi, marcia
- 1937: - Trippe alla parmigiana, mazurka

- 1939: - Grünzweig, marcia
- 1939: - La patria, marcia
- 1939: - Nel moto la vita, marcia
- 1939: - O bersagliere, marcia
- - Buon giorno!, marcia
- - Buona sera, marcia
- - Canti alpini, liederenselectie
- - Carina, marcia
- - Come i bersaglieri, marcia
- - El si, marcia
- - Erminia, polka
- - Ernesta, polka
- - In gita, marcia
- - La prima, marcia
- - Marcia fanfara
- - Marcia dei ciclisti nr. 1
- - Marcia dei ciclisti (nr. 2)
- - Pierina, marcia
- - Primo bacio, wals
- - Ricreazione, marcia
- - Rosina, mazurka
- - Sempre verde, one step
- - Soldanella, marcia
- - T'amai, wals

### Werken voor mandolineorkest
- - Club mandolinistico Armonia, marcia